# España artística y monumental

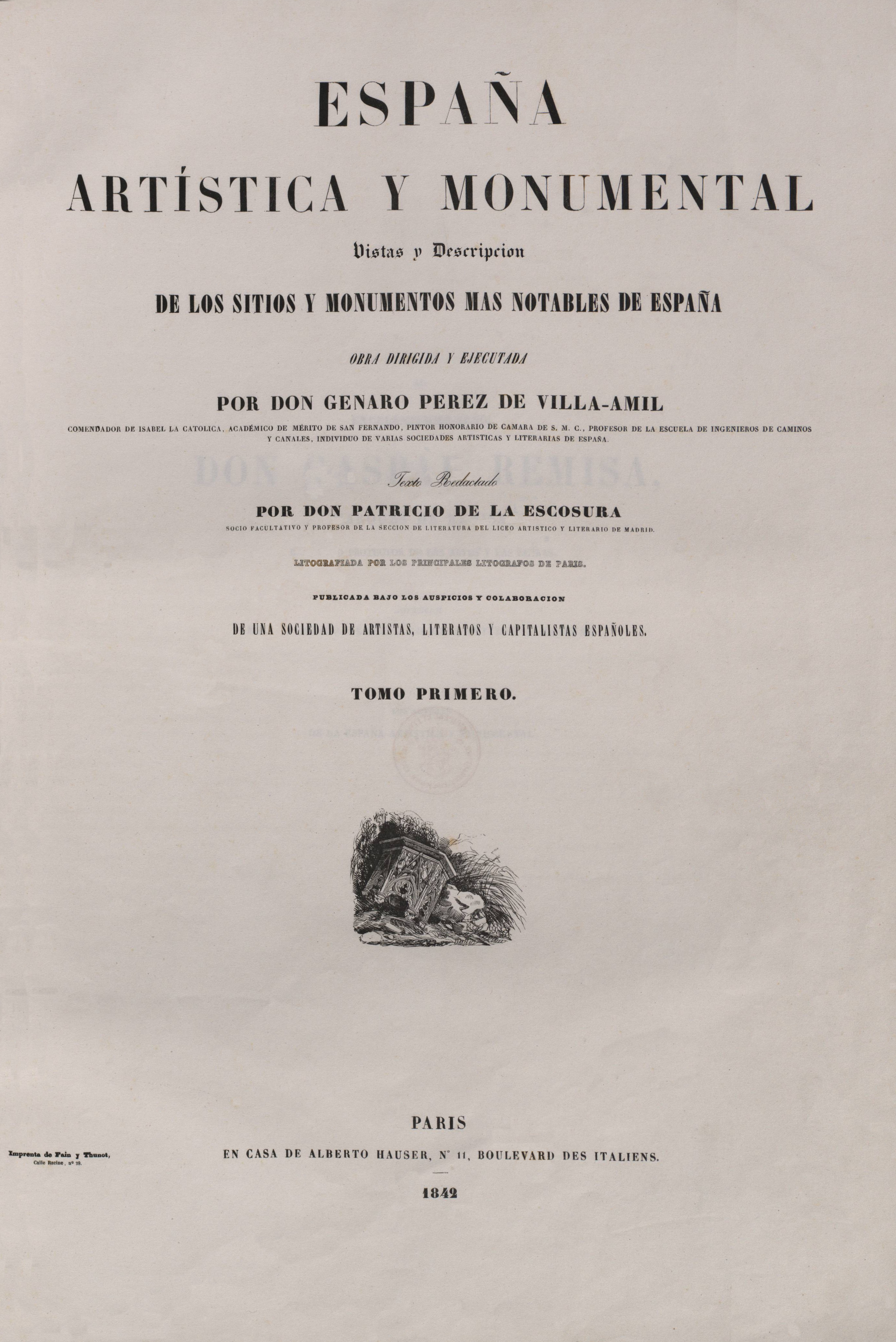
Portada del primer tomo de "España artística y monumental" (1842).

España artística y monumental es una obra literaria y pictórica comprendida dentro del género de los libros de viajes que salió a la luz en 1842 en París, casa Veith y Hauser. Las litografías salieron en tres volúmenes con temas paisajistas y sobre los monumentos más destacados de España. 
El autor del proyecto y de las estampas fue el paisajista del Romanticismo Jenaro Pérez Villaamil en colaboración con Patricio de la Escosura que fue el responsable del texto. Su mecenas o patrocinador fue el marqués de Remisa.

## Historia
El movimiento romántico había puesto de moda con gran éxito los libros ilustrados de viajes. España artística y monumental fue una de las obras más bellas dentro de este género en España junto con España pintoresca y artística de Francisco de Paula Van Halen y Recuerdos y bellezas de España de Francisco Javier Parcerisa en colaboración con José María Quadrado.
Fue una obra de colaboración aunque la responsabilidad y gran parte de los dibujos  para la litografía corrieron a cargo de su impulsor Pérez Villaamil.
Además del escritor Patricio de la Escosura, trabajaron estrechamente con él los autores de cuadernos de estampas de paisajes y monumentos, Benoist y Louis-Julien Jacottet.
La mayor parte de las láminas fueron ejecutadas por Villaamil, muchas de ellas sacadas de su propia obra pictórica; en estos casos en la firma al pie se puede leer «<G. P. de Villaamil pinxit>». Pero colaboraron además otros artistas como su propio hermano Juan, Carderera, Valeriano Domínguez Bécquer, Cecilio Pizarro y Crespo. 
Otra parte de la obra se llevó a cabo con dibujos originales comprados a otros artistas y así consta en cada una de las láminas, salvo en algún caso en que no se cita el nombre del autor sino que se lee simplemente «G. Pérez de Villaamil lo dirigió». Esto ocurrió con el trabajo de Valentín Cardedera, que en carta dirigida a Villaamil expresa su protesta:

He visto con sentimiento que entre las últimas estampas de la España Monumental, que han salido algunas cuyos originales vendí a Vd., está suprimido mi nombre. Lo propio sucede, como ya dije a Vd., con la catedral de Zamora. La Magdalena de Zamora [...] En estas últimas que han salido falta mi nombre [...]
Valentín Carderera

## La obra y su contenido
Toda la obra tiene un tinte romántico en la línea de otras obras europeas. Pérez Villaamil aportó el estilo de sus pinturas con paisajes urbanos, personajes populares, toque costumbrista, exaltación de lo medieval dentro del sentimiento romántico. 
La casa Hauser de París la editó entre 1842 y 1850. Salió a la luz en tres tomos en los que trabajaron unos veintitrés litógrafos franceses más uno español. De hecho, fue a París para hacer ejecutar algunas de las litografías, ya que ahí estaban algunos de los litógrafos. A pesar de la variedad de autores y litógrafos el conjunto resultó uniforme gracias a la buena dirección de Pérez Villaamil y pese a que los litógrafos se permitieron muchas licencias interpretativas con los originales, costumbre muy de moda en la época.
Contiene vistas de Toledo con 44 láminas; vistas de Burgos con 19; diversos lugares de Castilla, Aragón, Andalucía, País Vasco, Navarra y Galicia (que sólo cuenta con una lámina). La selección es arbitraria y no están representadas todas las regiones de España.

Láminas:
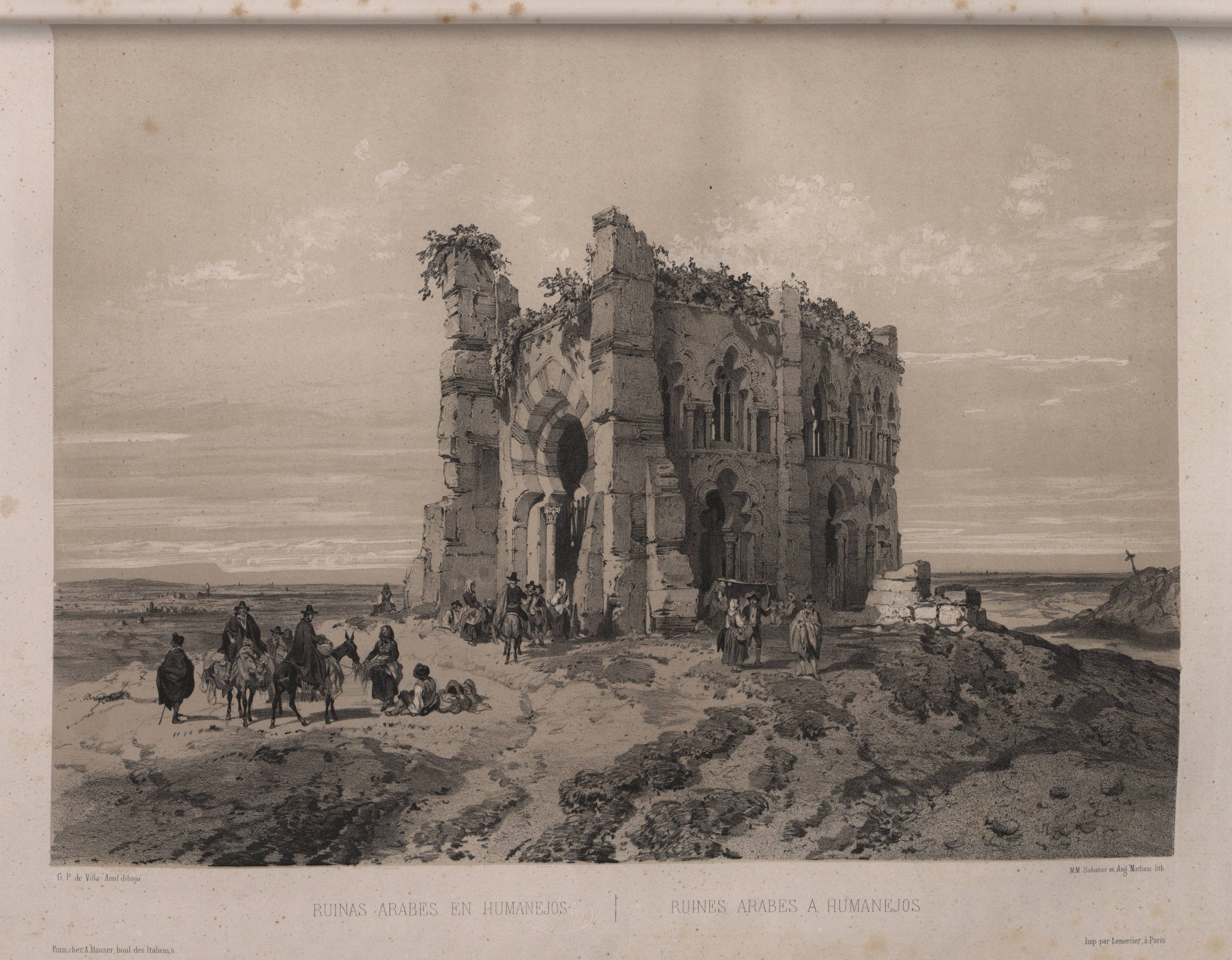
Ruinas árabes en Humanejos
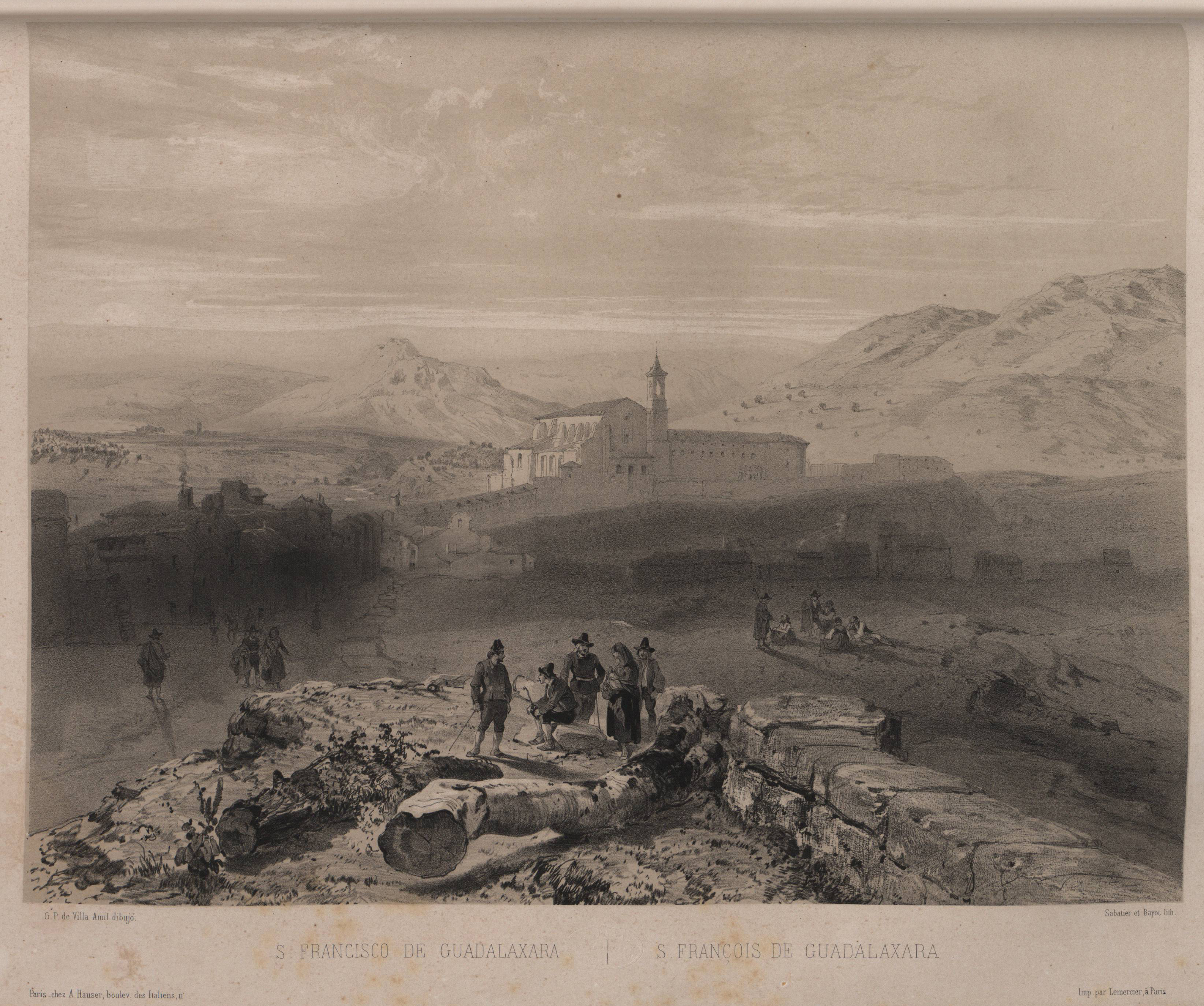
San Francisco, Guadalajara
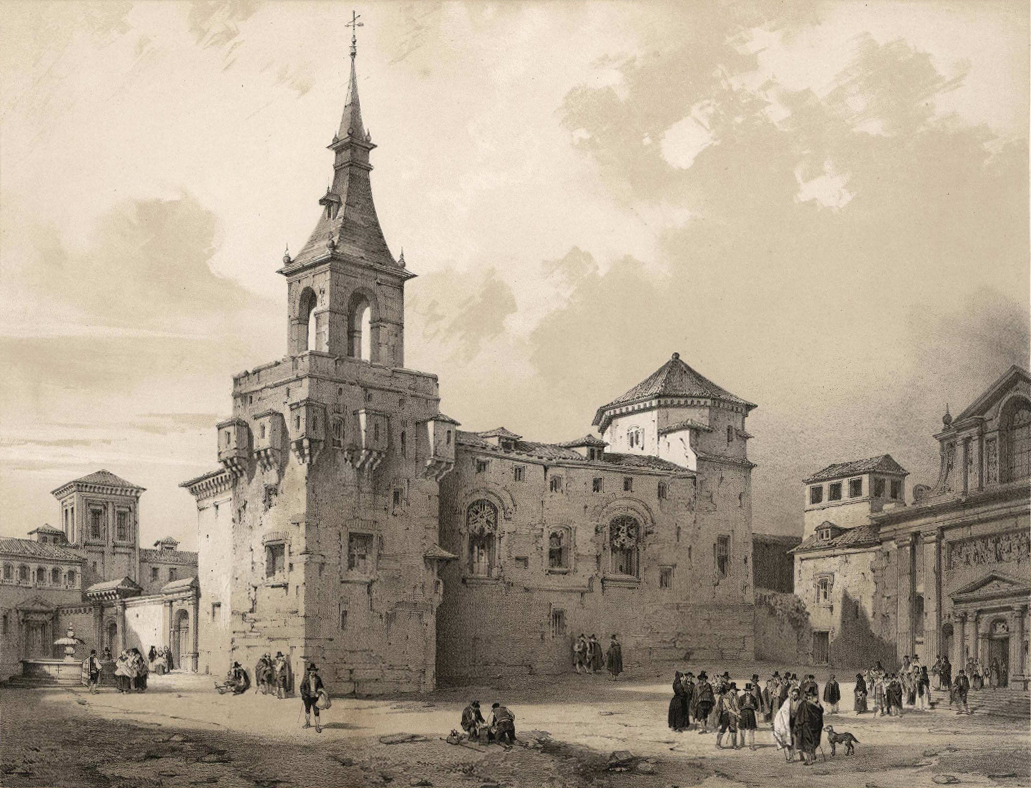
Palacio arzobispal de Alcalá de Henares
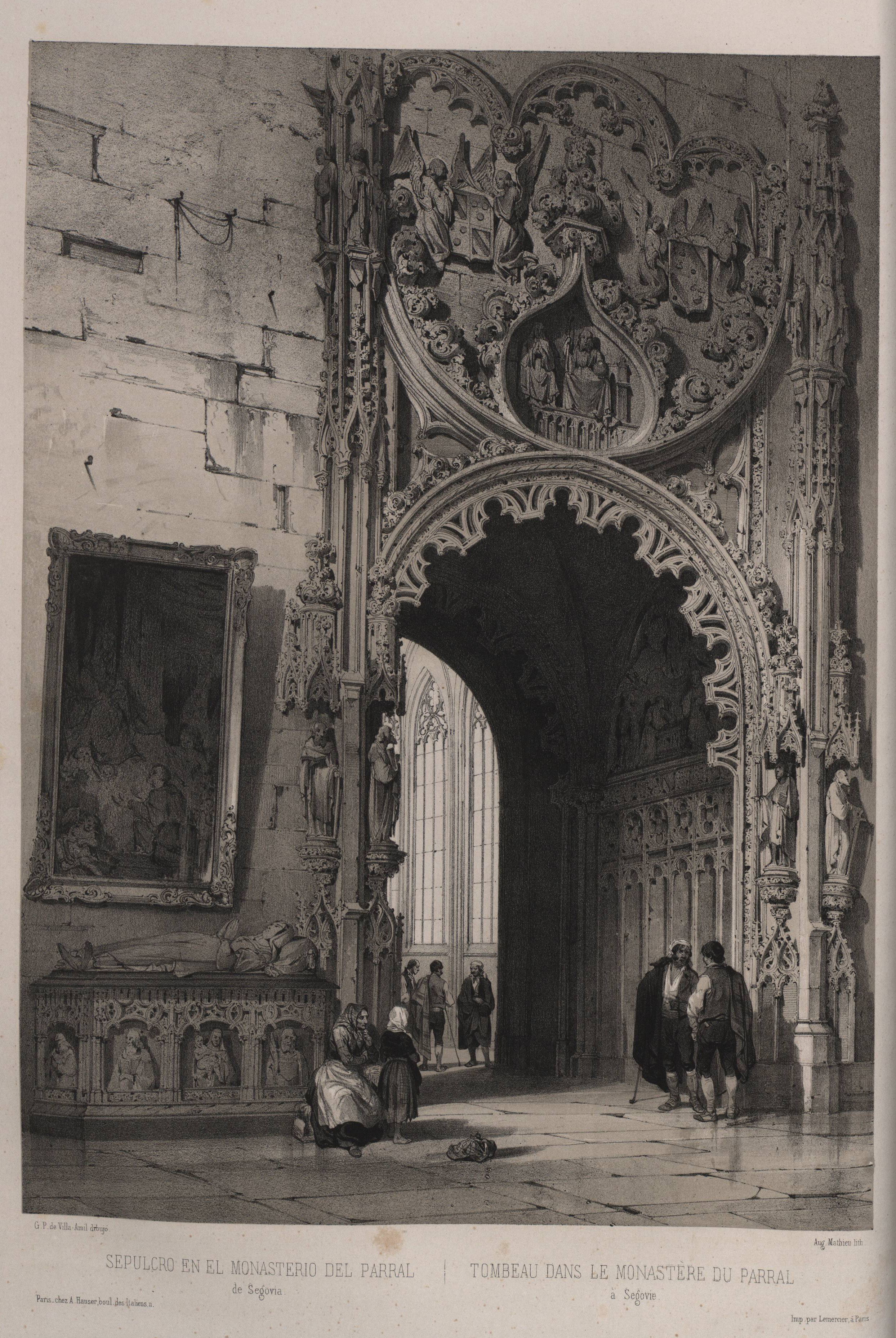
Monasterio de Santa María del Parral, Segovia
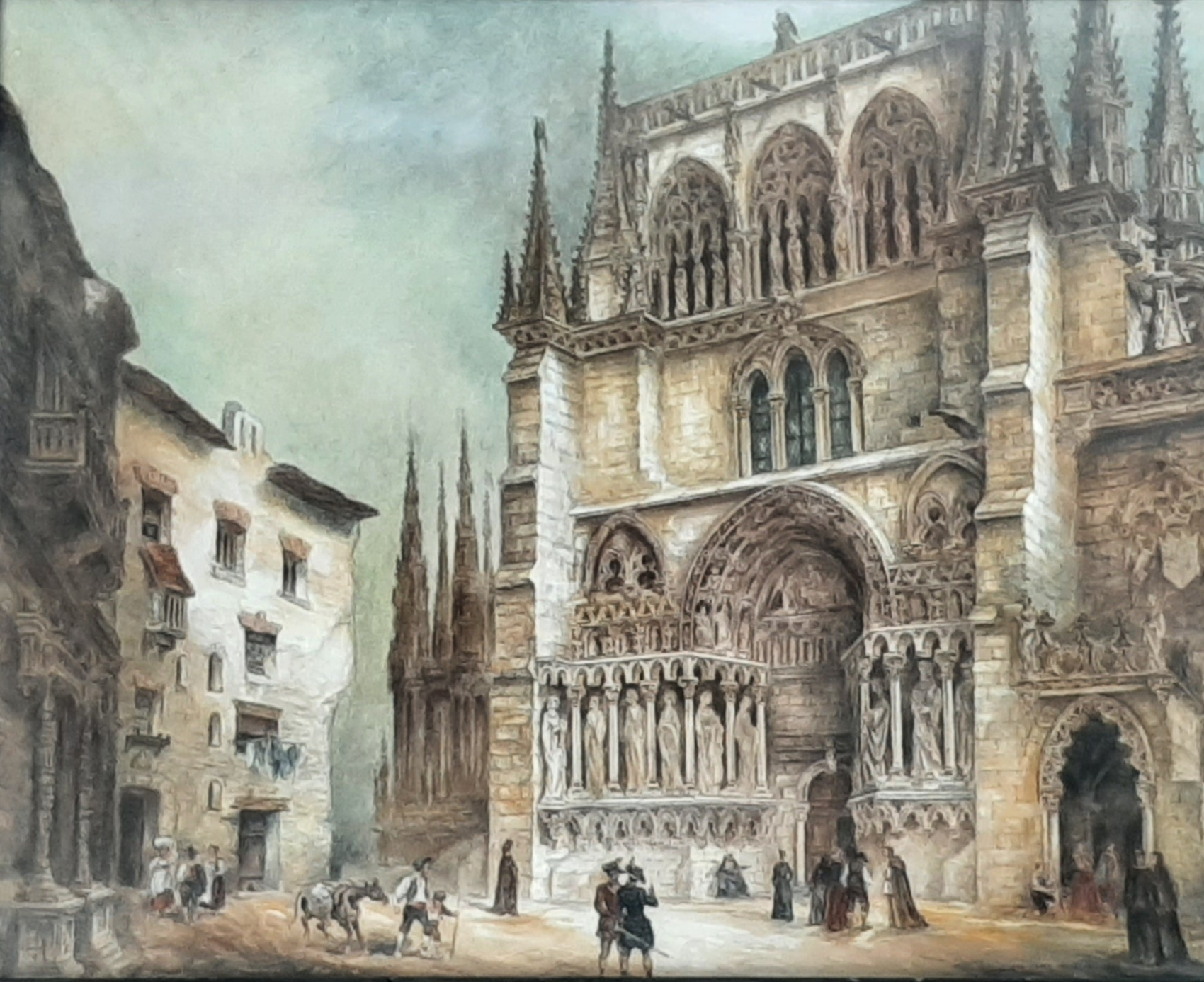
"Fachada de la Catedral" (Puerta Alta de la Catedral de Burgos, España), en gouache sobre papel, antes de 1842.

## Ejemplares
La Biblioteca Digital de Castilla y León puso a disposición de los lectores por primera vez, los tres tomos de la España artística y monumental digitalizados.
En el Museo de Pontevedra están los tres tomos de España artística y monumental para consulta. 